# سيسنا سي-106 لودماستر
سيسنا سي-106 لودماستر (بالإنجليزية: Cessna C-106 Loadmaster)‏ هي طائرة نقل بمحركين أنتجت في الولايات المتحدة. من صناعة سيسنا. كان أول طيران لها في 1943. صنع منها طائرتان.